# کروژده
کروژده، روستایی است از توابع بخش مرکزی و در شهرستان جوین استان خراسان رضوی ایران.

## جمعیت
این روستا در دهستان مرکزی (جوین) قرار داشته و بر اساس سرشماری سال ۱۳۸۵ جمعیت آن ۹۱۹ نفر (۲۲۷ خانوار)
این روستا دارای تاریخچه و قدمت بسیار زیادی میباشد که نام این روستا در کتابهای تاریخی قدیمی بسار زیاد ذکر شده که این کتاب‌ها در کتابخانه آستان قدس موجود است
بوده‌است.